# Avenida Libertador (San Felipe)
Avenida Libertador también escrito avenida 5 o avenida 5 Libertador es el nombre de la avenida principal de la ciudad de San Felipe, capital del estado Yaracuy en Venezuela. al centro y norte occidental del país sudamericano de Venezuela. Recibe esa denominación por el título otorgado al general venezolano Simón Bolívar de "libertador de Venezuela".

## Descripción
Se trata de una vía que corre paralela a las avenidas 4 y 6, que permite la conexión con la carretera Panamericana y finaliza en la Avenida La Paz cruce con la Avenida Andrés Eloy Blanco, cerca de la Plaza Br. Trinidad Figueira. En su recorrido también se vincula a las calles 3, 4, 5, 6, 7, 8, 9, 10, 11, 12, 13, 14, 15, 16, Calle 17 La Patria, calle 18, 19, 20, 21, 22, 23, 24, 25, 26, 27, 28, 29, 30, 31, 32, 33, 34, 35 además de  la Avenida Intercomunal.
Entre los puntos de interés que se pueden localizar allí o en sus alrededores se encuentran la Capilla del Cristo, la Cruz Roja de Yaracuy, el Banco del Tesoro, la sede del Banco Exterior, la sede de la Gobernación, la Alcaldía del Municipio San Felipe, la plaza Junín, El Banco de Venezuela, la Quebrada Guayabal, la sede del Saime, la Plaza Sucre, el Mercado Municipal Independencia, la iglesia San Rafael Arcángel, el Terminal de Pasajeros Independencia, entre otros.